# Myriam Bédard
Myriam Bédard (L'Ancienne-Lorette, Quebec 1969) és una biatleta quebequesa, ja retirada, que destacà en els Jocs Olímpics d'Hivern de 1994.

## Biografia
Va néixer el 22 de desembre de 1969 a la població de L'Ancienne-Lorette, situada als suburbis de la ciutat de Quebec.

## Carrera esportiva
Membre de la secció cadet de l'armada canadenca als 15 anys, participà en aquell moment en la seva primera biatló, esdevenint campiona júnior del seu país el 1987.
Va participar en els Jocs Olímpics d'Hivern de 1992 realitzats a Albertville (França), on aconseguí guanyar la medalla de bronze en la prova femenina dels 15 quilòmetres, a més de finalitzar onzena en els relleus 3x7,5 km i dotzena en els 7,5 km. esprint. En els Jocs Olímpics d'Hivern de 1994 realitzats a Lillehammer (Noruega) es convertí en la primera biatleta doblement guanyadora gràcies a les seves medalles d'or en les proves dels 7,5 km. esprint i 15 quilòmetres. En aquests Jocs finalitzà en la posició quinzena en la prova de relleus 4x7,5 quilòmetres. Participà en els Jocs Olímpics d'Hivern de 1998 realitzats a Nagano (Japó), si bé la seva participació fou molt discreta aconseguint finalitzar dissetena en els relleus 4x7,5 km, trenta-dosena en els 7,5 km. esprint i cinquantena en els 15 quilòmetres.
Al llarg de la seva carrera aconseguí dues medalles en el Campionat del Món de biatló, destacant la seva victòria l'any 1993 en la prova dels 7,5 km. esprint. Guanyadora de dues proves de la Copa del Món de biatló, l'any 1991 i 1993 fou segona en la classificació general.
A finals del 2006 va ser acusada de segrestar la seva filla, motiu pel qual va ser detinguda als Estats Units, per posteriorment ser deportada al Canadà. El setembre del 2007 fou condemnada per infringir un acord de custòdia dels fills.